# Hannah Montana
Hannah Montana je americký televizní seriál nominovaný na cenu Emmy, který se začal vysílat 24. března 2006 na Disney Channel. Seriál se zaměřuje na život dívky žijící dvojím životem: přes den je průměrnou dospívající dívkou Miley Stewartové (hraje ji Miley Cyrus) a v noci je mladou popovou hvězdou Hannah Montana. Svou identitu musí ukrývat před veřejností, kromě jejích nejbližších přátel a rodiny, ale v poslední řadě Hannah Montana Forever se odhalí veřejnosti.
Dne 10. dubna 2009 měl ve Spojených státech premiéru film Hannah Montana: The Movie.
Čtvrtá a poslední řada seriálu Hannah Montana (uváděná jako Hannah Montana: Forever) byla poprvé vysílána na americkém Disney Channel 11. července 2010. Natáčení začalo 18. ledna 2010 a bylo ukončeno 14. května. Toto je jediná řada, která je natočena v HD (720p), formát 16 : 9.
Ve čtvrté řadě již Mitchel Musso nepatří mezi hlavní postavy, ale v seriálu se několikrát objevuje.
Hannah Montana: Navěky byla poprvé vysílána 18. září 2010 na českém Disney Channel.

## Produkce
Seriál vytvořil Michael Poryes, který byl pověřen spoluprací na výrobě a také spoluvytvářel další hit Disney Channel Original Series That’s So Raven. Seriál produkoval It’s a Laugh Productions, Inc., ve spolupráci s Disney. Natáčen byl v Tribune Studios v Hollywoodu, v Kalifornii.
Nápad pro tento seriál byl založený na epizodě "Goin' Hollywood", již zmiňovaného seriálu That’s So Raven a měla být pilotní epizodou pro sitcom nazvaný Better Days, který měl být o dětské hvězdě stejnojmenné populární TV show, která se snaží chodit do normální školy. Tento nápad byl později použit pro epizodu "Nový kluk ve škole". Další názvy seriálu, o nichž se uvažovalo byly The Secret Life Of Zoe Stewart, Popstar life! a Alexis Texas. Finalista American Juniors Jordan McCoy a popová a R&B zpěvačka JoJo (která nabídku na roli odmítla) vybírali představitelku pro roli Zoe Stewart. Miley Cyrusová se nejdříve ucházela o roli "nejlepší kamarádky" Lilly Romero, později změněné na Lilly Truscott, ale mysleli jsi, že by byla lepší pro hlavní roli, a tak zkusila casting na roli Zoe Stewart/Hannah Montana. Zoe Stewart byla později změněna na Chloe Stewart, změněnou na Miley, když získala roli. Jména Hannah Montana byla také mnohokrát změněna. Tři předcházející jména byla Anna Cabana, Samantha York a Alexis Texas.
V prosinci 2006 Disney oznámil, že plánuje vydat produkty související s Hannah Montana, mimo jiné např. oblečení, šperky a panenky ve vybraných prodejnách. Play Along Toys vydalo Hannah Montana módní panenky, zpívající panenky a panenku Miley Stewart a další zboží v srpnu 2007. Více Hannah panenek bylo vydáno v listopadu, společně s Lilly, Oliverem a později Jakem Ryanem panenkami. Staly se jedněmi z nejvíce populárních vánočních hraček v roce 2007. Nedlouho poté byla potvrzena přinejmenším alespoň jedna další série Hannah fontana na Disney Channel. Natáčení druhé série započalo v prosinci. Nová série měla premiéru v dubnu v roce 2007, kde je již Miley na střední škole. Při vypuštění High School Musical 2 Extended Edition, Jason Earles potvrdil, že natáčení druhé série bylo dokončeno.
Podle Daily Dispatch, přitáhly TV série v roce 2008 k obrazovkám 200 miliónů diváků. "Kdyby byli diváci Miley zemí, byli by pátou největší národností na zemi, hned po Brazílii". Od února 2008, začala být licence na seriál velmi důležitá, takže Disney svolal mezinárodní setkání k diskuzi o budoucnosti seriálu. Všechny obchodní segmenty byly na setkání reprezentovány.

### Úvodní znělka
Úvodní píseň Hanny Montany je "The Best of Both Worlds" byla napsána Matthewem Gerrardem a Robbiem Nevilem, produkována Gerrardem a poprvé zazpívána Miley Cyrusová (jako Hannah Montana). John Carta složil pro píseň hudbu. Slova písně popisují základní myšlenku TV sérií.
Plně dlouhá verze, která má délku 2 minuty a 54 sekund, byla zahrnuta do soundtracku seriálu, vydaném v říjnu 2006. Pro TV verzi jakožto úvodní znělku, která trvá pouze 50 sekund, byly použity pouze první dvě a dvě poslední sloky.
"Just Like You" a "The Other Side of Me" byly původně testovány pro úvodní znělku, předtím než byla vybrána "The Best of Both Worlds".
Pro třetí sérii, byla použita nové verze úvodní znělky. Hrající píseň je nová zremixovaná verze The Best of Both Worlds, která byla původně nahrána pro Hannah Montana: The Movie (a také se v něm objevila).

## Obsazení
Podrobnější informace naleznete v článku Seznam postav seriálu Hannah Montana.

### Hlavní postavy
- Miley Cyrusová – Miley/Hannah Montana
- Emily Osmentová – Lilly Truscott/Lola Luftnagle
- Mitchel Musso – Oliver Oken/Mike Stanley III
- Jason Earles – Jackson Stewart
- Billy Ray Cyrus – Robby Ray Stewart
- Moises Arias – Rico Suave (v první sérii jako vedlejší role, od druhé série patří mezi hlavní role)

### Vedlejší postavy
- Ashley Tisdale - Maddie Fitzpatrick
- Brooke Shieldsová - Susan Stewart, matka Miley a Jacksona
- Shanica Knowles – Amber Addison
- Anna Maria Perez de Tagle – Ashley Dewitt
- Romi Dames – Traci Van Horn
- Hayley Chase – Joannie Palumbo
- Dolly Parton – teta Dolly
- Vicki Lawrance – Mamaw Ruthie Ray Stewart
- Frances Callier - Roxy
- Cody Linley – Jake Ryan
- Selena Gomezová - Mikayla
- Morgan York - Sarah
- Noah Cyrus – malá holčička
- Erin Matthews – Karen Kunkle
- Paul Vogt – Albert Dontzig
- Lisa Arch – Liza (fotografka)
- Andre Kinney - Cooper
- Teo Olivares - Max
- Andrew Caldwell - Thor
- Michale Kagan – Colin Lasetter
- Greg Baker – Pan Corelli
- Dwayne Johnson - Rocko

## Přehled dílů
| Řada | Díly | Premiéra v USA    | Premiéra v USA  | Premiéra v ČR | Premiéra v ČR  |
| Řada | Díly | První díl         | Poslední díl    | První díl     | Poslední díl   |
| ---- | ---- | ----------------- | --------------- | ------------- | -------------- |
| 1    | 26   | 24. března 2006   | 30. března 2007 | 2008          | 2008           |
| 2    | 30   | 23. dubna 2007    | 12. října 2008  | 2008          | 2009           |
| 3    | 30   | 2. listopadu 2008 | 14. března 2010 | 2009          | 2010           |
| 4    | 15   | 11. července 2010 | 16. ledna 2011  | 18. září 2010 | 23. dubna 2011 |

## Filmy

### Hannah Montana & Miley Cyrus: The Best of Both Worlds Concert
Hannah Montana & Miley Cyrus : The Best of Both Worlds Concert je hudební dokumentární film od Walt Disney Pictures uvedený v Disney Digital 3-D. Disney oznámil, že film byl natáčen v mnoha městech a ke zhlédnutí je třeba 3-D brýlí.
V premiérovém víkendu, 1. – 3. února 2008, film vydělal 29 miliónů dolarů. Byl to film číslo jedna tohoto víkendu. Premiéru měl pouze ve 638 kinech, a vydělal rekordních 42,000 miliónů dolarů za jedno kino. Měl rekord za nejvyšší výdělek 3-D filmu za jeden víkend a rekord pro nejvyšší výdělek za Super Bowl víkend.

### Hannah Montana: The Movie
Hannah Montana: The Movie je filmová adaptace na americký sitcom Hannah Montana. Natáčení začalo v dubnu 2008, zvláštně v Columbii, v Tennessee a v Los Angeles, v Kalifornii a dokončen byl v červnu 2008. Film byl zveřejněn 10. dubna 2009 v USA a Kanadě.

## Soundtracky
2006:
- Hannah Montana
- Hannah Montana: Holiday Edition
- Hannah Montana: Special Edition

2007:
- Hannah Montana 2: Meet Miley Cyrus
- Hannah Montana 2: Rockstar Edition
- Hannah Montana 2: Non-Stop Dance Party

2008:
- Hannah Montana & Miley Cyrus: Best of Both Worlds Concert
- Hannah Montana: Hits Remixed

2009:
- Hannah Montana: The Movie
- Hannah Montana 3

2010:
- Hannah Montana Forever

## Nominace a ocenění
| Rok  | Výsledek  | Ocenění                               | Kategorie                                                | Držitel ceny                                                        |
| ---- | --------- | ------------------------------------- | -------------------------------------------------------- | ------------------------------------------------------------------- |
| 2006 | Nominován | 2006 Teen Choice Awards               | TV - Volba: Nová herecká tvář                            | Miley Cyrus                                                         |
| 2007 | Nominován | 2006-2007 Golden Icon Award           | Nejlepší nová komedie                                    |                                                                     |
| 2007 | Vítěz     | 2007 Kids Choice Awards               | Nejoblíbenější TV Herečka                                | Miley Cyrus                                                         |
| 2007 | Vítěz     | 2007 Teen Choice Awards               | Volba TV Show: Komedie                                   |                                                                     |
| 2007 | Vítěz     | 2007 Teen Choice Awards               | Nejoblíbenější TV herečka                                | Miley Cyrus                                                         |
| 2007 | Nominován | 2007 Creative Arts Emmy               | Vynikající dětský program                                |                                                                     |
| 2008 | Vítěz     | 2008 Kids Choice Awards               | Nejoblíbenější TV herečka                                | Miley Cyrus                                                         |
| 2008 | Nominován | 2008 Kids Choice Awards               | Nejoblíbenější TV Show                                   |                                                                     |
| 2008 | Vítěz     | Young Artist Awards                   | Nejlepší rodinné TV série                                |                                                                     |
| 2008 | Vítěz     | Young Artist Awards                   | Nejlepší hudební vystoupení v TV sériích - Hlavní role   | Miley Cyrus                                                         |
| 2008 | Nominován | Young Artist Awards                   | Nejlepší hudební vystoupení v TV sériích - Vedlejší role | Ryan Newman                                                         |
| 2008 | Nominován | Young Artist Awards                   | Nejlepší hudební skupinové vystoupení v TV sériích       | Miley Cyrus, Emily Osment, Mitchel Musso, Moises Arias, Cody Linley |
| 2008 | Vítěz     | Gracie Allen Awards                   | Hlavní ženská role - Komediální série (Dítě/Adolescent)  | Miley Cyrus                                                         |
| 2008 | Vítěz     | 2008 Teen Choice Awards               | Volba TV herečka: Komedie                                | Miley Cyrusová                                                      |
| 2008 | Vítěz     | 2008 Teen Choice Awards               | Volba TV Show: Komedie                                   |                                                                     |
| 2008 | Nominován | 2008 Creative Arts Emmy Awards        | Vynikající dětský program                                |                                                                     |
| 2008 | Nominován | Television Critics Association Awards | Vynikající výsledky v dětských programech                |                                                                     |
| 2008 | Vítěz     | Bafta Children's Awards 2008          | Bafta dětská volba 2008                                  |                                                                     |
| 2009 | Nominován | 2009 Kids Choice Awards               | Nejoblíbenější TV Show                                   |                                                                     |
| 2009 | Vítěz     | Gracie Allen Awards                   | Hlavní ženská role - Komediální série (Dítě/Adolescent)  | Miley Cyrus                                                         |
| 2009 | Nominován | 2009 Creative Arts Emmy               | Vynikající dětský program                                |                                                                     |
| 2009 | Vítěz     | 2009 Teen Choice Awards               | Volba TV Show: Komedie                                   |                                                                     |
| 2009 | Vítěz     | 2009 Teen Choice Awards               | Volba TV herečka: Komedie                                | Miley Cyrus                                                         |

## Mezinárodní vysílání
Hannah Montana je ve světě vysílána na následujících stanicích:
| Země                                                                                              | Síť/tě                                       | Premiéra                                 |
| ------------------------------------------------------------------------------------------------- | -------------------------------------------- | ---------------------------------------- |
| Arabský svět                                                                                      | Disney Channel (Střední Východ)              | 24. března 2006 (premiéra v USA)         |
| Arabský svět                                                                                      | MBC4                                         | 10. listopadu 2007                       |
| Argentina                                                                                         | Disney Channel (Latinská Amerika)            | 2006                                     |
| Asie - Brunej - Filipíny - Hongkong - Indonésie - Korea - Malajsie - Singapur - Thajsko - Vietnam | Disney Channel (Asie)                        | 23. září 2006                            |
| Austrálie                                                                                         | Disney Channel (Austrálie)                   | 7. srpna 2006                            |
| Austrálie                                                                                         | Seven Network                                | 7. dubna 2007                            |
| Belgie                                                                                            | VT4                                          | 3. září 2007                             |
| Brazílie                                                                                          | Disney Channel (Latinská Amerika)            | 26. listopadu 2006                       |
| Brazílie                                                                                          | Rede Globo                                   | 5. dubna 2008                            |
| Bulharsko                                                                                         | Disney Channel (Bulharsko)                   | 15. srpna 2008 (zpočátku pouze anglicky) |
| Bulharsko                                                                                         | BNT 1                                        | 28. března 2009                          |
| Česko                                                                                             | Disney Channel (Česko)                       | 2008                                     |
| Česko                                                                                             | TV Nova                                      | 3. září 2011                             |
| Čína                                                                                              | SMG International Channel Šangaj             | 30. června 2008                          |
| Dánsko                                                                                            | Disney Channel (Dánsko)                      | 29. září 2006                            |
| Dánsko                                                                                            | DR 1                                         | leden 2007                               |
| Dominikánská republika                                                                            | Disney Channel (Latinská Amerika)            | 12. listopadu 2006                       |
| Finsko                                                                                            | Finská verze Disney Channel (Skandinávie)    | únor 2009                                |
| Francie                                                                                           | Disney Channel (Francie)                     | 3. října 2006                            |
| Chile                                                                                             | Disney Channel (Latinská Amerika)            | 11. listopadu 2006                       |
| Irsko                                                                                             | RTÉ Two, Disney Channel                      | 6. května 2006                           |
| Island                                                                                            | Sjónvarpið                                   | 2007                                     |
| Itálie                                                                                            | Disney Channel (Itálie)                      | 21. září 2006                            |
| Izrael                                                                                            | Arutz HaYeladim                              | 6. června 2007                           |
| Izrael                                                                                            | Disney Channel (Izrael)                      | 2009                                     |
| Japonsko                                                                                          | Disney Channel (Japonsko)                    | 14. října 2006                           |
| Japonsko                                                                                          | TV Tokyo                                     | 5. října 2007                            |
| Kanada                                                                                            | Family (TV channel)                          | 4. srpna 2006                            |
| Kolumbie                                                                                          | Disney Channel (Latinská Amerika)            | 12. listopadu 2006                       |
| Maďarsko                                                                                          | Disney Channel (Maďarsko)                    | 11. srpna 2008                           |
| Severní Makedonie                                                                                 | A1 television                                | 29. září 2008                            |
| Mexiko                                                                                            | Disney Channel (Latinská Amerika)            | 12. listopadu 2006                       |
| Mexiko                                                                                            | Azteca 7 TV Azteca                           | 6. července 2007                         |
| Německo                                                                                           | Disney Channel (Německo)                     | 23. září 2006                            |
| Německo                                                                                           | Super RTL                                    | 24. září 2007                            |
| Nizozemsko                                                                                        | Jetix                                        | 17. května 2008                          |
| Norsko                                                                                            | Disney Channel (Skandinávie)                 | 29. září 2006                            |
| Nový Zéland                                                                                       | Disney Channel (Nový Zéland), TV 3 Sticky TV | 7. srpna 2006                            |
| Pákistán                                                                                          | Disney Channel (premiéra v USA)              | 24. března 2006                          |
| Pákistán                                                                                          | Disney Channel (Arábie)                      | 24. března 2006                          |
| Pákistán                                                                                          | Disney Channel (Indie)                       | 23. září 2006                            |
| Panama                                                                                            | Disney Channel (Latinská Amerika)            | 12. listopadu 2006                       |
| Panama                                                                                            | Tele 7                                       | 2. ledna 2008                            |
| Peru                                                                                              | Disney Channel (Latinská Amerika)            | 11. listopadu 2006                       |
| Polsko                                                                                            | Disney Channel (Polsko)                      | 2. prosince 2006                         |
| Portugalsko                                                                                       | Disney Channel (Portugalsko)                 | 2006                                     |
| Québec                                                                                            | VRAK.TV                                      | 18. června 2007                          |
| Rumunsko                                                                                          | TVR 1                                        | 3. července 2007                         |
| Rumunsko                                                                                          | Disney Channel (Rumunsko)                    | 15. srpna 2008                           |
| Rusko                                                                                             | STS                                          | 1. září 2008                             |
| Jižní Afrika                                                                                      | Disney Channel (Jižní Afrika)                | 29. září 2006                            |
| Jižní Asie - Bangladéš - Indie - Pákistán - Srí Lanka                                             | Disney Channel (Indie)                       | 23. září 2006                            |
| Slovenská republika                                                                               | STV 1                                        | květen 2007                              |
| Slovenská republika                                                                               | Disney Channel (Slovensko)                   | červenec 2007                            |
| Spojené státy                                                                                     | Disney Channel                               | 24. března 2006                          |
| Spojené státy                                                                                     | ABC Family                                   |                                          |
| Španělsko                                                                                         | Disney Channel (Španělsko)                   | leden 2007                               |
| Švédsko                                                                                           | Disney Channel (Skandinávie)                 | 29. září 2006                            |
| Tchaj-wan                                                                                         | Disney Channel (Tchaj-wan)                   | 4. listopadu 2006                        |
| Turecko                                                                                           | Digiturk                                     | 29. dubna 2007                           |
| Turecko                                                                                           | Disney Channel (Turecko)                     | 29. dubna 2007                           |
| Spojené království                                                                                | Disney Channel (Velká Británie), Five        | 6. května 2006                           |

## Videohry
- Hannah Montana: Spotlight World Tour
- Hannah Montana: Music Jam
- Hannah Montana: Pop Star Exclusive
- Hannah Montana DS
- Dance Dance Revolution Disney Channel Edition
- Disney Sing It
- Hannah Montana: The Movie